# Universidade do Chile
A Universidade do Chile é a primeira universidade republicana deste país. Foi estabelecida pelo Estado Chileno em 17 de setembro de 1842, substituindo assim a Universidade Colonial de Sán Felipe. Dona de uma rica história, tem contribuído de forma determinante da cultura de seu país de sua criação, até a atualidade. Desde a Reforma Universitária de 1968 e o processo de regionalização de 1981, constitui uma das 16 universidades do Consórcio de Universidades Estatais do Chile. Sua Casa central se encontra localizada na cidade de Santiago e é conhecida como a Casa de Bello, em homenagem ao seu primeiro reitor, o destacado humanista Venezuelano-Chileno, Andrés Bello. Com mais de 24 mil estudantes para graduação e 6 mil de Pós-Graduação (2009), Se encontram repartidos em 13 campi em Santiago. É considerada uma Universidade complexa, já que conta com estudos acadêmicos em todas as áreas do saber, sendo o principal centro de investigação científica do Chile, concentrando 37% de todas as publicações cientificas (ISI).